# بردية آنى

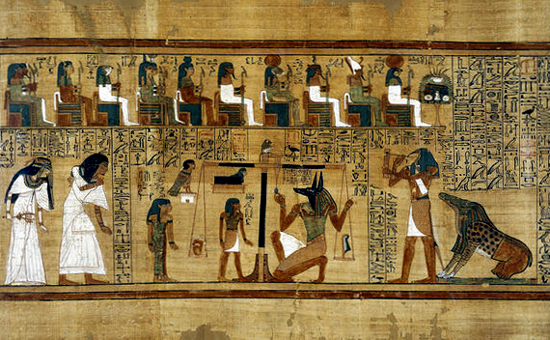
"بردية آنى" يظهر بها الـإله المصري "أنوبيس" وهو يزن قلب «آنى» بواسطة ميزان بكفتين حيث وضعت ريشة من الهة الصدق والعدل "ماعت" في الكفة الثانية، وهو اختبار مصيري لمدى صدق «آنى». تتخلل "بردية آنى" كل من الهيروغلافية المصرية والرسوم التوضيحية.

بردية آنى هي لفيفة بردية هيروغليفية ورسوم توضيحية ملونة خُطّت عام 1250 قبل الميلاد، في فترة حكم الأسرة التاسعة عشرة للمملكة الجديدة لمصر القديمة. بردية آنى هي المخطوطة التي خطّت لنساخ مصري من طيبة يدعى «آنى»
اكتشف اللفيفة في الأقصر عام 1888 من قبل مصريين الذين كانوا يتاجرون في الآثار غير المشروعة. حصل عليها واليس بدج، كما هو موضح في سيرته الذاتية عن طريق النيل ودجلة . بعد وقت قصير من رؤية بدج للبردية لأول مرة، ألقت الشرطة المصرية القبض على العديد من تجار الآثار وأغلقت منازلهم، وكان أحدها يحتوي على الأشياء التي اشتراها بدج من التجار. قام بدج بتشتيت انتباه الحراس من خلال تقديم وجبة لهم بينما كان السكان المحليون يحفرون نفقًا تحت جدران المنزل لاستعادة الأشياء، بما في ذلك بردية آنى. تم تخزين أوراق البردية والأشياء الأخرى التي حصل عليها بدج في عدة صناديق مخصصة من الصفيح، ثم تم تهريبها إلى أمين المكتبة الرئيسي في المتحف البريطاني. بعد ذلك، دفع بدج «منحة» قدرها 150 جنيه استرليني من وزارة الخزانة البريطانية نيابة عن المتحف البريطاني للحصول على ورق البردية.

## محتويات اللفيفة
| تقسيمات | الأقسام الفرعية | عنوان                                             |
| ------- | --------------- | ------------------------------------------------- |
| 01      | 16              | ترانيم                                            |
| 02      | 36              | تسبيح خيرت-نتر(دوات)                              |
| 03      | 08              | سبعة ارتيس                                        |
| 04      | 10              | أبراج بيت أوزوريس                                 |
| 05      | 05              | القاءات                                           |
| 06      | 22              | تسبيح تحوت                                        |
| 07      | 32              | مجموعة الفصل 1                                    |
| 08      | 20              | الولاء                                            |
| 09      | 19              | متفرقات (ترانيم، تسبيحات، الولاء، الفصل، الموضوع) |
| 10      | 18              | مجموعة الفصل 2                                    |
| 11      | 20              | نصوص غرفة الجنازة                                 |

ملاحظة: تختلف الأقسام حسب التجميعات؛ الأقسام الفرعية هي مجموعات من الجمل ذات الصلة؛ العناوين ليست أصلية للنص.

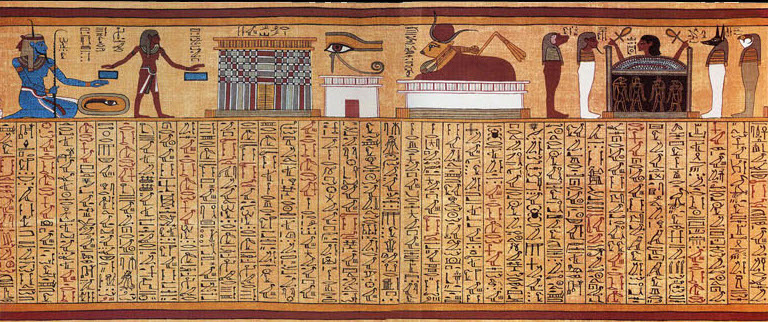
المقولة رقم 17 من لفيفة "أني" Papyrus of Ani : المشهد العلوي يبين من اليسار إلى اليمين الإله حح إله الأبدية ويمثل هنا البحر، ثم تأتي بوابة تدخل إلى عرش أوزيريس ممثلة بعين حورس، والالهة حتحور وتتجسد في البقرة السماوية ولها اسم اخر وهو محيت-وريت، ثم منظر الميت يقوم من تابوته ويحرسه الأربعة أبناء لحورس، وهم: «حابي» و«أمستي» و«دواموتيف» و«قبح سنوف».